# Macrocentrus watanabei
Macrocentrus watanabei är en stekelart som beskrevs av Van Achterberg 1993. Macrocentrus watanabei ingår i släktet Macrocentrus och familjen bracksteklar. Inga underarter finns listade i Catalogue of Life.